# Ceratostylis tenuis
Ceratostylis tenuis är en orkidéart som beskrevs av Rudolf Schlechter. Ceratostylis tenuis ingår i släktet Ceratostylis och familjen orkidéer. Inga underarter finns listade i Catalogue of Life.